# Fenix Toulouse Handball
Il Fenix Toulouse Handball è una squadra di pallamano francese avente sede a Tolosa.

Il club è stato fondato nel 1964 ed attualmente milita in Division 1 del campionato francese.

Nella sua storia ha vinto 1 Coppa di Francia.

Disputa le proprie gare interne presso il Palais des sports André-Brouat di Tolosa il quale ha una capienza di 3.508 spettatori.

## Palmarès

### Trofei nazionali
- Coppa di Francia: 1
  - 1997-98

## Rosa 2024-2025
| N° | Naz.                  | Ruolo | Sportivo         | Anno |  |  |
| -- | --------------------- | ----- | ---------------- | ---- |  |  |
| 1  | Belgio (bandiera)     | P     | Jef Lettens      | 1990 |  |  |
| 12 | Svezia (bandiera)     | P     | Simon Möller     | 2000 |  |  |
| 61 | Tunisia (bandiera)    | P     | Yassine Belkaïed | 2000 |  |  |
| 2  | Francia (bandiera)    | A     | Romain Giraudeau | 2000 |  |  |
| 4  | Cile (bandiera)       | T     | Erwin Feuchtmann | 1990 |  |  |
| 5  | Francia (bandiera)    | PV    | Gabriel Nyembo   | 1997 |  |  |
| 6  | Polonia (bandiera)    | PV    | Antoni Doniecki  | 2001 |  |  |
| 7  | Francia (bandiera)    | A     | Téo Jarry        | 2000 |  |  |
| 8  | Francia (bandiera)    | T     | Matthieu Marmier | 2000 |  |  |
| 10 | Francia (bandiera)    | T     | Maxime Gilbert   | 1991 |  |  |
| 11 | Francia (bandiera)    | A     | Édouard Kempf    | 1998 |  |  |
| 13 | Francia (bandiera)    | T     | Bakary Diallo    | 2003 |  |  |
| 14 | Svezia (bandiera)     | T     | Casper Käll      | 2000 |  |  |
| 15 | Serbia (bandiera)     | T     | Uroš Mitrović    | 2004 |  |  |
| 17 | Serbia (bandiera)     | T     | Uroš Kojadinović | 2000 |  |  |
| 19 | Serbia (bandiera)     | A     | Nemanja Ilić     | 1990 |  |  |
| 23 | Portogallo (bandiera) | T     | Gonçalo Martins  | 1999 |  |  |
| 55 | Spagna (bandiera)     | T     | Niko Mindegía    | 1988 |  |  |